# Megalograptidae
Megalograptidae es una familia extinta de euriptéridos, un grupo de artrópodos merostomados comúnmente conocidos como los "escorpiones marinos". La familia es la única incluida en la superfamilia Megalograptoidea, la cual a su vez se clasifica como parte del suborden Eurypterina.
Los megalográptidos fueron probablemente el primer grupo principal de euriptéridos en ser exitoso, evidenciado por su radiación durante el Ordovícico Superior. Todos los miembros conocidos de Megalograptidae son del Ordovícico Superior de Laurentia con la excepción del género de gran tamaño Pentecopterus del Ordovícico Medio.

## Descripción
Los megalográptidos se caracterizan por grandes exoesqueletos con escamas ovaladas o triangulares. El prosoma (cabeza) es de forma casi cuadrada, con un proceso anterior en forma de lengua que posee espinas en sus márgenes, y ojos compuestos en la parte superior frontal de la cabeza. Los quelíceros (las garras en frente de la boca) son pequeñas y cortas. El primer y el tercer par de patas para caminar son cortos, con espinas divergentes o muy poco espaciadas entre sí. El segundo par de patas para caminar está enormemente desarrollado, con largas espinas apareadas. El cuarto par de patas están casi desprovistos de espinas. El preabdomen, la parte frontal del cuerpo, es estrecho con surcos axiales, mientras que el postabdomen es moderadamente estrecho con apéndices anchos, planos y curvados en el último segmento del cuerpo. El telson es corto y lanceolado.

## Clasificación
Se considera que los megalográptidos eran relativamente primitivos (situados entre el género Onychopterella y los Eurypteroidea) debido a que carecen de la sinapomorfia que comparten todos los euripterinos nadadores más derivados, el margen distal modificado en el sexto podómero de la extremidad nadadora, aunque dicha posición nunca ha sido encontrada en un análisis filogenético y se basa principalmente en la simple carencia de dicha característica y otros rasgos que se piensa son primitivos. Este clado podría en cambio ser situado entre los Eurypteroidea y los Mixopteroidea dado que el sexto podómero en la extremidad nadadora se parece al podómero reducido observado en la familia Mixopteridae.

## Géneros
- Clase Merostomata Dana, 1852
- Orden Eurypterida Burmeister, 1843
- Suborden Eurypterina Burmeister, 1845
- Superfamilia Megalograptoidea Caster & Kjellesvig-Waering, 1955
Familia Megalograptidae Caster & Kjellesvig-Waering, 1955
Género Megalograptus Miller, 1874
Megalograptus alveolatus (Shuler, 1915)
Megalograptus ohioensis Caster & Kjellesvig-Waering, 1955
Megalograptus shideleri Caster & Kjellesvig-Waering, 1964
Megalograptus welchi Miller, 1874
Megalograptus williamsae Caster & Kjellesvig-Waering, 1964
Género Echinognathus Walcott, 1882
Echinognathus clevelandi Walcott, 1882
Género Pentecopterus Lamsdell, James C et al., 2015
Pentecopterus decorahensis Lamsdell, James C et al., 2015